# Omanolidia setacea
Omanolidia setacea är en insektsart som beskrevs av Nielson 1996. Omanolidia setacea ingår i släktet Omanolidia och familjen dvärgstritar. Inga underarter finns listade i Catalogue of Life.